# Guillaume Chaine
Guillaume Chaine (Colombes, 24 de outubro de 1986) é um judoca francês, campeão olímpico.

## Carreira
Chaine esteve nos Jogos Olímpicos de Verão de 2020 em Tóquio, onde conquistou a medalha de ouro no confronto por equipes mistas como representante da França, conjunto de judocas que derrotou o time japonês. Ele também conseguiu uma medalha de prata nessa mesma modalidade no Campeonato Mundial de Judô de 2018.